# Tamolana fulvida
Tamolana fulvida är en insektsart som beskrevs av Kuthy 1910. Tamolana fulvida ingår i släktet Tamolana och familjen vårtbitare. Inga underarter finns listade i Catalogue of Life.